# Эрек и Энида

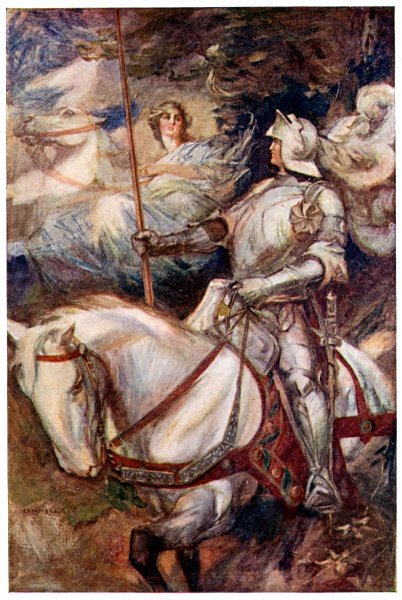
Отуэй Макканнелл «Граэлент и фея»

«Эре́к и Эни́да» — первый роман Кретьена де Труа.

## Сюжет
Первая часть романа идиллична. Это история пылкой юношеской любви, сразу встретившей ответное чувство и легко завершившейся счастливым браком. Эрек знатен и богат, Энида — дочь полунищего дворянина, вконец разорённого феодальными усобицами. Но это социальное неравенство не становится основой конфликта. Энида появляется впервые перед героем в бедном платье, поношенном, выцветшем и заштопанном, но оно лишь ещё лучше оттеняет её красоту. Эрек побеждает на турнире и становится мужем избранной им дамы. Энида стала украшением придворного общества, пленив всех своим умом и красотой. Подробно и красочно описаны свадебные торжества, целомудренно просто — свадебная ночь. И снова следуют празднества, красочные турниры и охоты.
Эрек, растворившись в своей радостной и спокойной любви к Эниде, совершенно забыл о долге рыцаря. Товарищи горячо его осуждают, и сама Энида горько оплакивает позор мужа. Полон драматизма их утренний разговор, в постели, когда молодая женщина бросает ему горестный упрёк. Этот разговор — момент мгновенного озарения для героя. Он внутренне перерождается. Из нежного и мягкого он становится твёрдым и даже жестоким. Так возникает основной конфликт романа. Юноша решает доказать своим товарищам и Эниде, что он настоящий рыцарь и никакие любовные радости не заслонят от него его воинских обязанностей.
Эта часть романа по своей тональности разительно отличается от первой, вступительной. Эта часть насыщенно «авантюрна». Лес, по которому едут Эрек и Энида (причём она едет впереди, но не должна предупреждать его об угрозе), мрачен, молчалив и бескраен. Вся эта часть книги окутана стихией леса, что станет столь типичным для последующего развития куртуазного романа. Приключение следует за приключением. Они случайны, то есть подлинно «авантюрны», но их сложность и опасность всё время нарастают. В ходе этих «авантюр» подвергаются проверке не только смелость и сноровистость Эрека, но и любовь Эниды. В конце романа Эрек побеждает в схватке с Мабонагреном (его прообраз — Мабон ап Модрон), вечным стражем чудесного заколдованного сада и тем самым позволяет скреплённому клятвой рыцарю вернуться ко двору.
Если Эрек из нежного и любящего стал резким и грубым, то Энида осталась прежней. Её любовь выдерживает все испытания. Любовь Эниды — это торжествующая, всепобеждающая любовь. Но любовь столь же сильна и в сердце Эрека. Он пытался подавить её, на время изгнать из своего сердца. Но в конце концов и здесь супружеская любовь торжествует, но уже не заслоняет собой рыцарские подвиги и не подменяет активную деятельность.

## Варианты
Немецкую версию романа написал Гартман фон Ауэ.